# Mescherin
Mescherin è un comune di 786 abitanti del Brandeburgo, in Germania.

Appartiene al circondario dell'Uckermark ed è parte della comunità amministrativa di Gartz (Oder).

## Geografia antropica

### Suddivisioni amministrative
Il territorio comunale si divide in 4 zone (Ortsteil), corrispondenti al centro abitato di Mescherin e a 3 frazioni:
- Mescherin (centro abitato)
- Neurochlitz
- Radekow
- Rosow